# Самосопряжённость
Самосопряжённость — математический термин, используемый для наименования свойства элемента алгебры, набора элементов алгебры, линейных операторов, линейных отображений и т. д.,
В общей алгебре, элемент x *-алгебры является самосопряжённым, если он равен своему сопряжённому {\displaystyle x^{*}=x}. Близким понятием является эрмитова матрица (также называется самосопряжённой матрицей) — матрица, равна своей собственной эрмитово-сопряжённой матрице.
Набор элементов *-алгебры является самосопряжённым, если он замкнут относительно операции инволюции. Например, если {\displaystyle x^{*}=y}, то поскольку {\displaystyle y^{*}=x^{**}=x} в *-алгебре множество {x, y} является самосопряжённым множеством, даже несмотря на то, что x и y не обязательно должны быть самосопряжёнными элементами.
В функциональном анализе линейный оператор {\displaystyle A:H\to H} в гильбертовом пространстве называется самосопряжённым, если он равен своему собственному сопряжённому A*(см. самосопряжённый оператор для подробного обсуждения). Если гильбертово пространство является конечномерным и выбран ортонормированный базис, то оператор «A» является самосопряжённым тогда и только тогда, когда матрица, описывающая A относительно этого базиса, эрмитова. Эрмитовы матрицы также называются самосопряжёнными.
Линейное преобразование евклидова или унитарного пространства называется самосопряжённым (или симметрическим для евклидова пространства, эрмитовым для унитарного пространства), если оно совпадает со своим сопряжённым линейным преобразованием.